# عبد السلام المخيني
عبد السلام المخيني (7 أبريل 1988- 21 يناير 2025 م) لاعب كرة قدم عُماني لعب مع نادي الكويت في الدوري الكويتي الممتاز في مركز المدافع. مثَّل منتخب سلطنة عُمان لكرة القدم. ولادته ووفاته في مسقط.

## وفاته
توفي عبد السلام المخيني في مسقط، يوم الثلاثاء 21 رجب 1446هـ الموافق 21 يناير (كانون الثاني) 2025م.

## روابط خارجية
- عبد السلام المخيني على موقع الاتحاد الدولي (مؤرشف)  (الإنجليزية)
- عبد السلام المخيني على موقع قاعدة بيانات كرة القدم.إي يو (الإنجليزية)
- عبد السلام المخيني على موقع ناشيونال فوتبول تيمز (الإنجليزية)
- عبد السلام المخيني على موقع Soccerway.com (الإنجليزية)
- عبد السلام المخيني على موقع كووورة